# Acacia meridionalis
Acacia meridionalis là một loài thực vật có hoa trong họ Đậu. Loài này được Villiers & Du Puy miêu tả khoa học đầu tiên.